# Іван Лявинець
Іван Лявинець (18 квітня 1923 – 9 грудня 2012) — греко-католицький священнослужитель, ієрарх Русинської греко-католицької церкви, апостольський греко-католицький екзарх у Чехії з 1996 по 2003 рік.
Народився у Воловці[джерело?], Чехословаччина (нині Закарпатська область, Україна) і був висвячений на священика 28 липня 1946 року. 18 січня 1996 року був призначений титулярним єпископом Акалісса, а також апостольським екзархом Русинського апостольського екзархату Греко-Католицької Церкви в Чеській Республіці, а 30 березня 1996 року висвячений на єпископа.
На спочинок Апостольського екзархату о. Лявинець пішов 23 квітня 2003 року. Як Апостольський екзарх-емерит мешкав у Домі святої Ельжбети в місті Жернувка, Чехія, де й помер. Його тіло було перевезено в Україну і 15 грудня 2012 року поховано в рідному Воловці[джерело?].